# Leopold Weismann
Leopold Weismann (* 3. November 1905 in Wels; † 29. September 1993 in Vöcklabruck) war ein österreichischer Politiker (ÖVP) und Rechtsanwalt. Er war von 1956 bis 1961 Abgeordneter zum Österreichischen Nationalrat.

## Leben
Leopold Weismann besuchte die Volksschule in Wels und das Stiftsgymnasium Kremsmünster in Kremsmünster, wobei er 1924 die Matura ablegte. Er studierte danach Rechtswissenschaft an der Universität Wien und promovierte 1928 zum Dr. jur. Nach seiner Rechtsanwaltspraxis in Wien, Wels, Gmunden und in Niederösterreich arbeitete Weismann ab 1. Juli 1936 als Rechtsanwalt in Vöcklabruck.
Leopold Weismann war verheiratet und Vater von vier Kindern. 

## Politik
Lokalpolitisch engagierte sich Weismann zwischen 1945 und 1955 als Vizebürgermeister der Stadt Vöcklabruck, am 23. Oktober 1955 übernahm er das Amt des Bürgermeisters, das er bis zum 4. August 1961 ausübte. Zudem vertrat er die Österreichische Volkspartei zwischen dem 8. Juni 1956 und dem 2. Oktober 1961 im Nationalrat.